# Pachycnemia difformaria
Pachycnemia difformaria là một loài bướm đêm trong họ Geometridae.